# Â
Â, âはAにサーカムフレックスを付した文字である。フランス語、ポルトガル語、ルーマニア語、ウェールズ語、ベトナム語などで使われる。
- ルーマニア語では「î din a」といい、非円唇中舌狭母音 [ɨ] を表す。また語中にのみ使用され、語頭や語末では使用されない（語頭・語末では î が代わりに使用される）。
- ベトナム語のクオック・グーの3文字目であり、シュワー(IPA:[ə])などの音を示す。なお、この文字に声調記号をつけることもできる。

## 符号位置
| 大文字 | Unicode | JIS X 0213 | 文字参照              | 小文字 | Unicode | JIS X 0213 | 文字参照              | 備考 |
| ------ | ------- | ---------- | --------------------- | ------ | ------- | ---------- | --------------------- | ---- |
| Â      | U+00C2  | 1-9-25     | &Acirc; &#xC2; &#194; | â      | U+00E2  | 1-9-56     | &acirc; &#xE2; &#226; |      |